# Humming (album)
Humming è il secondo album in studio del cantautore Duncan Sheik, pubblicato su etichetta Atlantic Records nell'ottobre del 1998.
Dall'album sono stati estratti i singoli Bite Your Tongue e That Says It All, quest'ultimo brano elogia artisti di talento, che con la loro musica hanno segnato un'epoca, da Mick Jagger e Bob Dylan a John Lennon, Jimi Hendrix, Brian Wilson e Jimmy Page, senza dimenticare Nick Drake, maggior fonte di ispirazione per Sheik. Altro brano che elogia un cantautore è A Body Goes Down, dedicata a Jeff Buckley e scritta dopo la sua scomparsa, avvenuta nel 1997. Il brano è stato incluso nel documentario del 2004, Amazing Grace: Jeff Buckley.
La quarta traccia dell'album, Alibi, è stata successivamente inclusa nella colonna sonora del film del 1999, Killing Mrs. Tingle.

## Tracce
1. In Between - 4:32
2. Rubbed Out - 5:09
3. Bite Your Tongue - 3:56
4. Alibi - 4:07
5. Varying Degrees Of Con-Artistry - 6:56
6. That Says It All - 4:14
7. Everyone, Everywhere - 3:30
8. A Body Goes Down - 6:05
9. Nothing Special - 3:28
10. House Full Of Riches - 5:37
11. Nichiren - 14:47**

**Nota: La traccia fantasma Foreshadowing, inizia al minuto 6:40 della traccia 11, dopo la conclusione di Nichiren